# Герб Уругвая
Герб Уругвая, утверждённый Законом от 19 марта 1829 года и подтверждённый Законом № 3060 от 12 июля 1906 года и Декретом 26 октября 1908 года, представляет собой овальный щит, разделённый на четыре части, увенчанный золотым восходящим солнцем и обрамлённый оливковой ветвью справа и лавровой ветвью слева. Внизу ветви перевязаны между собой лентой голубого цвета.  
В верхней левой четверти в лазоревом поле изображены золотые весы как символ равенства и справедливости. В верхней правой четверти в серебряном поле — зелёная гора Монтевидео с крепостью на её вершине и пятью лазоревыми волнами у подножия, символизирующая силу. В нижней левой четверти — чёрный необузданный конь в серебряном поле, как символ свободы. В нижней правой четверти — золотой бык в лазоревом поле, символизирующий изобилие.

## Описание элементов герба
Щит: Овальный, разделённый на четыре части рассечением и дугообразным пересечением;
Солнце: Венчает щит, изображается взошедшим на три четверти;
Весы: Древнеримские, изображаются сверкающим золотым цветом;
Гора Монтевидео: Естественного цвета;
Конь: Чёрный, необузданный, в движении, устремлённый влево;
Бык: Золотой, стоящий, устремлённый влево.

## Внешние ссылки
- Описание герба Уругвая на странице сухопутных войск  (исп.)